# Kaká
Ricardo Izecson dos Santos Leite, poznat pod imenom Kaká, (Brasília, 22. travnja 1982.) je bivši brazilski nogometaš i reprezentativac.
Kaká je u Milanu igrao od 2003. godine, kada je u Italiju došao iz São Paula. Dana 8. lipnja 2009. potpisao je za madridski Real ugovor na šest godina. Dana 2. rujna 2013. Kaká je postao novi/stari igrač Milana, nakon što je potpisao ugovor koji vrijedi do 2015.
Reprezentativac Brazila je od 2002. godine. Smatra se jednim od najboljih nogometaša današnjice, a svojim igrama konstantno oduševljava sve poklonike nogometa.

## Priznanja
- Zlatna lopta – 2007.
- Najbolji igrač u izboru Sportskih novosti – 2007.
- Igrač godine u Italiji u izboru Udruge talijanskih nogometaša – 2007.

## Vanjske poveznice
- Profil na Transfermarktu
- Profil na Soccerwayu